# Isognomon dunkeri
Isognomon dunkeri is een tweekleppigensoort uit de familie van de Pteriidae. De wetenschappelijke naam van de soort is voor het eerst geldig gepubliceerd in 1881 door P. Fischer.